# كارلز كاستيلو
كارلز كاستيلو هو محامي وسياسي إسباني، ولد في 1975 في طركونة في إسبانيا. نشط حزبياً في حزب كاتالونيا الاشتراكي.

## مناصب
- انتخب نائب العمدة طركونة (2007 – 2015).
- انتخب Tarragona city councillor ‏ (2003 – 2015).
- في 2017 Catalan regional election [الإنجليزية]‏، انتخب عضو البرلمان الكاتالوني ‏ عن دائرة Tarragona (Parliament of Catalonia constituency) [الإنجليزية]‏ وقد انضم خلال فترته النيابية [الإنجليزية]‏ (17 يناير 2018 – 14 سبتمبر 2020) للكتلة البرلمانية Socialists and United to Advance Parliamentary Group ‏.
- في الانتخابات البرلمانية الكاتالونية 2015، انتخب عضو البرلمان الكاتالوني ‏ عن دائرة Tarragona (Parliament of Catalonia constituency) [الإنجليزية]‏ وقد انضم خلال فترته النيابية  [لغات أخرى]‏ (26 أكتوبر 2015 – 28 أكتوبر 2017) للكتلة البرلمانية Socialist Parliamentary Group ‏.